# Испанский Техас
Испанский Техас — бывшая испанская колония, одна из провинций Новой Испании с 1690 по 1821 год. На её территории сейчас располагается часть штата США Техас. В 1821 году территория была включена в состав Мексики.

## История
С 1519 года Испания претендовала на владение территорией, которая включала часть современного американского штата Техас, включая земли к северу от рек Медина и Нуэсес. Однако она не пыталась колонизировать этот район вплоть до тех пор, пока в 1689 году не обнаружила доказательства существования французской колонии форт Сен-Луи. Через год Алонсо де Леон сопровождал нескольких католических миссионеров в восточный Техас, где была основана первая миссия в Техасе. Когда местные племена оказали сопротивление испанскому вторжению, миссионеры покинули территорию на два десятилетия и вернулись в Мексику.
Испанцы вернулись в юго-восточный Техас в 1716 году, основав несколько миссий и президио для поддержания буфера между испанской территорией и французской Луизианой. Два года спустя в качестве промежуточной станции между миссиями и ближайшим испанским поселением в Техасе возникло первое поселение — город Сан-Антонио, который вскоре стал мишенью для набегов липанов.
Набеги периодически продолжались в течение почти трех десятилетий, пока испанские поселенцы и липаны не заключили мир в 1749 году. Но договор возмутил врагов апачей и привел к набегам на испанские поселения племен команчей, тонкава и хасинай. Страх перед нападениями индейцев и удаленность этого района от остальной части вице-королевства не позволяли европейским поселенцам переезжать в Техас. Она оставалась одной из провинций, наименее населенных иммигрантами. Угроза нападений не уменьшалась до 1785 года, когда Испания и команчи заключили мирное соглашение. Племя команчей позже оказало помощь в разгроме липанов и каранкава, которые продолжали создавать трудности для поселенцев.
Франция официально отказалась от своих притязаний на Техас в 1762 году, когда по итогам Семилетней войны уступила Французскую Луизиану Испании. Включение испанской Луизианы в состав Новой Испании означало, что Техас потерял свое значение буфера. Самые восточные поселения Техаса были расформированы, а их население переехало в Сан-Антонио. Однако в 1799 году Испания вернула Луизиану Франции, а в 1803 году французский консул Наполеон Бонапарт продал её США. Президент США Томас Джефферсон настаивал на том, чтобы покупка включала все земли к востоку от Скалистых гор и к северу от Рио-Гранде, территориальная неопределённость сохранялась до заключённого в 1819 году договору Адамса — Ониса, по которому Испания уступала Испанскую Флориду в обмен на признание реки Сабин восточной границей испанского Техаса и западной границей территории Миссури. Соединенные Штаты отказались от своих притязаний на обширные испанские территории к западу от реки Сабина, простирающиеся до провинции Санта-Фе-де-Нуэво-Мексико (нынешний штат Нью-Мексико).
Во время Мексиканской войны за независимость Техас пережил сильные потрясения. Губернатор Мануэль Мария де Сальседо в 1810 году был свергнут восставшими и заключён в тюрьму. Ему удалось уговорить тюремщика освободить его и помочь ему организовать переворот. Через три года Республиканская Армия Севера, состоящая в основном из индейцев и американцев, снова свергло правительство Техаса и арестовала Сальседо, после чего он был убит. К 1820 году в Техасе оставалось менее двух тысяч граждан Испании. В 1821 году Испания потеряла контроль над Новой Испанией, и Техас стал провинцией в составе новообразованного государства Мексики.
Пребывание в составе Новой Испании оставило существенный след в географии и культуре современного Техаса. Так, из-за привезённого скота акации распространились во внутренние области Техаса, существенно изменив его экологию. Большинство названий рек и других географических объектов происходит из испанского. Традиции колониальной архитектуры существуют до сих пор. Хотя Техас в конечном итоге перенял большую часть англо-американской правовой системы, многие испанские правовые практики сохранились, включая концепции освобождения усадьбы и общинной собственности.